# 中藍連海設計研究院
中藍連海設計研究院（英語：China Bluestar Lehigh Engineering Corporation），在1962年當時化學工業部設立前身為「连云港设计研究院」。
現時由中國藍星（集團）股份有限公司（中國化工集團公司和美國黑石集團旗下）旗下子公司，現時業務在中國內地經營国家石油和化工行业、建筑行业建筑工程、环境工程专项设计甲级资质，工程咨询、工程监理、招标代理甲级资质，岩土工程勘察甲级资质，及建设项目环境影响评价甲级资质、安全评价甲级资质，除此之外，還經營承担化学矿山工程，化工工程，环境工程，建筑工程等勘察设计、工程总承包、工程建设规划、可行性研究、技术咨询、项目竣工验收评估、工程监理、招标代理全过程的服务。
總部位於江苏连云港市朝阳西路51号。總院長為李守荣。

## 連結
- Lehigh.cn